# شینسنگومی (مجموعه تلویزیونی تایگا)
شینسنگومی! (به ژاپنی: 新選組) نام یک مجموعه تلویزیونی تاریخی و چهل و سومین سری از فیلم‌های مجموعه تلویزیونی تایگا است. این مجموعه توسط ان‌اچ‌کی در سال ۲۰۰۴ میلادی پخش شده است. داستان این مجموعه در مورد شینسنگومی، یک نیروی ویژه پلیس ژاپنی در دوره باکوماتسو است. در این سریال شینگو کاتوری نقش کوندو ایسامی را بازی می‌کند.

## بازیگران
شینسنگومی
- شینگو کاتوری در نقش کوندو ایسامی
- کوجی یاماموتو در نقش توشیزو هیجیکاتا
- تاتسویا فوجیوارا در نقش سوجی اوکیتا
- جو اوداگیری در نقش سایتو هاجیمه
- ناکامورا کانکورو ششم در نقش تودو هیسوکه
- تارو یاماموتو در نقش هارادا سانئوسوکه
- ماساتو ساکای در نقش یامانامی کیسوکه
- تومومیتسو یاماگوچی در نقش ناگاکورا شینپاچی
- تاکاشی کوبایاشی در نقش اینواوئه گنزابورو
- شوئی در نقش Shimada Kai
- جون هاشیموتو در نقش یامازاکی سوسومو
- کوجی اوهاکورا در نقش کاوای کیسابورو
- نوریتو یاشیما در نقش کانریوسای تاکدا

سیچو-روشی گومی
- کویچی ساتو در نقش کامو سریزاوا
- کازویوکی آجیما در نقش نیمی نیشیکی
- تاداشی ساکاتا در نقش هیرایاما کورو
- Gōshū در نقش هیراما جوسوکه

جناح ایتو-دوجو
- شوسوکه تانیهارا در نقش ایتو کاشیتارو
- Masato Obara در نقش کانو واشیئو

قلمرو آیزو
- Michitaka Tsutsui در نقش ماتسودایرا کاتاموری
- کن‌ایچی یاجیما در نقش هیروساوا تومیجیرو
- Yasuyoshi Hara در نقش تهشیروگی سوگوئمون

قلمرو توسا
- یوسوکه اگوچی در نقش ریوما ساکاموتو
- هیروکی میاکه در نقش موچیزوکی کامه یاتا
- نوزومو ماسوزاوا در نقش ناکائوکا شینتارو

قلمرو چوشو
- کن ایشیگورو در نقش کیدو تاکایوشی
- هیرویوکی ایکئوچی در نقش کوساکا گنزوی

قلمرو ساتسوما
- تاکاشی اوکاجی در نقش سایگو تاکاموری
- یاماتو یاسومورا در نقش اوکوبو توشیمیچی
- تاکاتو گوهو در نقش کورودا کیوتاکا

شوگون سالاری توکوگاوا
- Tomohiko Imai در نقش توکوگاوا یوشینوبو – آخرین شوگون
- ایهارا تسویوشی در نقش ساساکی تاداسابورو
- نودا هیده کی در نقش کاتسو کایشو
- ایسائو ساساکی در نقش اوچییاما هیکوجیرو
- تسویوشی کوساناگی در نقش انوموتو تاکه‌آکی
- تتسوشی تاناکا در نقش ماتسوموتو جون

خاندان امپراتوری
- ناکامورا فوکوسوکه IX در نقش امپراتور کومی – صد و بیست و یکمین امپراتور
- یوجی ناکامورا در نقش ایواکورا تومومی

دیگران
- یاسوکو ساواگوچی در نقش اوکیتا میتسو - Okita Sōji's eldest sister
- کوجی ایشیزاکا در نقش ساکوما شوزان
- تتسورو ساگاوا در نقش اونوگاوا هیده گورو
- ماینوئومی شوهی در نقش Kumakawa Kuwajirō – یک ورزشکار سومو
- دایشی نوبویوکی در نقش کوروگامی – یک ورزشکار سومو
- جای کابیرا در نقش هنری هیوسکن
- مارتی کوئه هانر در نقش تاونسند هریس
- یوکا در نقش اوکو
- آساهی کوریزوکا در نقش هیجیکاتا تامه جیرو، برادر بزرگتر توشیزو
- ری کیکوکاوا در نقش کیدو ماتسوکو